# Voljevci
Voljevci (srbsky Вољевци) jsou vesnice v západní části Srbska, administrativně spadající pod opštinu Mali Zvornik. 
Vesnice se nachází jihovýchodně od samotného města, v údolí řeky Driny, v jejím širokém údolí a při silnici č. 28. Na druhé straně řeky na bosenském území (Republika srbská) se nachází vesnice Zelinje. Po proudu řeky začíná vzdutí Vodní elektrárny Zvornik.
Z národnostního hlediska je obyvatelstvo v drtivé většině srbské národnosti (přes 90 %). V roce 2011 zde žilo 617 obyvatel.
Vesnice se neobjevuje na historických mapách (např. třetího vojenského mapování, ačkoliv je tento kraj na příslušných listech zdokumentován.